# 克雷格·维克托里
克雷格·维克托里（英語：Craig Victory，1980年2月3日—），澳大利亚前男子曲棍球运动员。他曾代表澳大利亚国家队参加2000年夏季奥林匹克运动会曲棍球比赛，获得一枚铜牌。